# 岡村孝子 ベスト・オブ・ベスト
『岡村孝子 ベスト・オブ・ベスト』（おかむらたかこ ベスト・オブ・ベスト）は、岡村孝子の非公式ベスト・アルバム。2010年4月15日発売。発売元はソニー・ミュージックダイレクト。規格品番はDQCL-2045。

## 解説
通常のCD流通ルートのみならず、全国の高速道路内売店やホームセンター向けにも出荷されている、ソニー・ミュージック系列「BEST OF BEST」シリーズの1枚として発売された。
岡村は元々はBMG JAPAN所属の歌手であったが、同社が2009年10月にソニー・ミュージックエンタテインメントと合併したことにより、系列会社であるソニー・ミュージックダイレクトから発売された初めてのアルバムとなった。また、本アルバムに4曲を追加収録した『岡村孝子 スーパー・ベスト』（DQCL-1186）が同時発売となった。
添付の歌詞ブックレット裏表紙には、全12曲それぞれが収録されているEPシングルレコード、CDシングル、CDアルバムのジャケット写真が並べて掲載されている。ソロシンガー・岡村孝子として発表した楽曲の他、2007年に再始動した“あみん”名義のセルフカバー曲も収録された。岡村とあみんの楽曲が同一のアルバムに収められるのは、歌手デビュー20周年記念アルバム『DO MY BEST』（2002年7月24日発売）以来。

## 収録曲
1. 夢をあきらめないで（4:40）
2. 電車（5:40）
3. ピエロ（4:22）
4. 夏の日の午後（4:51）
5. 虹を追いかけて（5:09）
6. Believe（4:59）
7. はぐれそうな天使（4:06）
8. Good-Day 〜思い出に変わるならば〜（4:57）
9. ミストラル 〜季節風〜（4:59）
10. Baby,Baby（4:43）
11. 待つわ'07（4:27）
12. 琥珀色の想い出'08（4:11）

- 全曲作詞・作曲: 岡村孝子 - Except M-7 作詞: 来生えつこ、作曲: 来生たかお
- 編曲: 田代修二（M-1・4・5・6・10）、萩田光雄（M-2・3・11・12）、船山基紀（M-7）、清水信之（M-8・9）

## 関連作品
初収録アルバム
- 『夢の樹』 M-3
- 『私の中の微風』 M-4・7・10
- 『Andantino a tempo』 M-1
- 『liberté』 M-2
- 『SOLEIL』 M-6
- 『Eau Du Ciel （天の水）』 M-5
- 『Chou-fleur』 M-8
- 『mistral』 M-9
- あみん『In the prime』 M-11
- あみん『未来へのたすき』 M-12